# 林畲镇
林畲镇，原为林畲乡，是中华人民共和国福建省三明市清流县下辖的一个乡镇级行政单位。2018年撤乡设镇。区划代码改为350423106。

## 行政区划
林畲镇下辖以下地区：
林畲村、舒曹村、曾坊村、石下村、石忠村、岭官村、孙坊村和向阳村。